# L'Atelier du jeu vidéo
L'Atelier du jeu vidéo, aussi connu sous le nom Game Builder Garage, est un jeu vidéo de programmation développé par Nintendo EPD et édité par Nintendo, sorti le 11 juin 2021 sur Nintendo Switch.

## Système de jeu
Dans L'Atelier du jeu vidéo, le joueur utilise un langage de programmation visuel en utilisant des créatures appelé Nodon. Ils représentent diverses facettes de l'entrée, de la sortie du jeu et de la logique du jeu, comme un Nodon Levier qui signale l'entrée du joystick Joy-Con ou un Nodon Bonhomme qui représente un personnage à l'écran. Le joueur conçoit un programme en ajoutant des Nodon et en établissant des connexions entre les différents nœuds sur eux, par exemple en connectant le Stick Nodon au Person Nodon pour lier le stick analogique au mouvement du personnage à l'écran. Plus de 80 types de Nodon sont disponibles,. Le Nodon est disponible pour interfacer presque toutes les fonctionnalités du Switch et du Joy-Con, y compris les capteurs infrarouges et les commandes de mouvement. Le jeu intègre des leçons pour aider les créateurs de jeux confus/nouveaux à comprendre les Nodon. Pour ce faire, des leçons guident le joueur tout au long de la création de plusieurs jeux.
L'Atelier du jeu vidéo permet également au joueur de créer ses propres jeux via un mode qui lui permet également d'aider d'autres joueurs qui possèdent le jeu via le service Nintendo Switch Online ou localement. Il propose un mode leçon pour guider le joueur dans l'utilisation du langage Nodon et pour l'aider à comprendre certains des principes du développement de jeux à travers une série de sept jeux prédéfinis. Les jeux construits peuvent prendre en charge jusqu'à huit Joy-Con différents, permettant ainsi de créer des jeux multijoueurs locaux jusqu'à huit joueurs.

## Développement
Le jeu a été annoncé le 5 mai 2021 avec une date de sortie le 11 juin 2021. L'Atelier du jeu vidéo a été développé spécifiquement par Nintendo EPD 4, la division chargée de développer des jeux comme Nintendo Labo, Ring Fit Adventure, 1-2-Switch, Miitopia et bien d'autres. Le jeu a été réalisé par Naoki Masuda, un programmeur chez Nintendo qui avait déjà travaillé sur Nintendo Labo et la série Pikmin,.
Dans une interview avec un développeur, Masuda et le programmeur Kosuke Teshima ont décrit la série de jeux Nintendo Labo, en particulier le kit VR, comme une inspiration clé de L'Atelier du jeu vidéo. Après avoir vu des employés non programmeurs de Nintendo utiliser le Toy-Con Garage pour créer leurs propres jeux, Masuda a expliqué qu'il souhaitait "trouver un moyen de permettre aux gens de s'amuser plus facilement à créer des jeux par essais et erreurs". Les développeurs ont testé le jeu avec des élèves de primaire intéressés par la programmation pour s'assurer que les leçons étaient accessibles aux débutants.
Sur Nintendo Switch 2 les ajouts comme le mode souris ou de meilleur performance comme une meilleur résolution et jusqu'à 120 image par secondes sont ajoutés.

## Accueil
L'Atelier du jeu vidéo a reçu des « critiques généralement favorables » selon Metacritic avec un Metascore de 77/100. Le jeu a été décrit par Polygon comme une suite de Nintendo Labo. C'était également le jeu de détail le plus vendu au cours de sa première semaine de sortie au Japon, avec 71 241 exemplaires physiques vendus à travers le pays.
Des créateurs ont recréé plusieurs jeux notables à l'aide du logiciel, notamment des recréations de Super Mario Kart, F-Zero et Sonic the Hedgehog.